# ثوبة (حريضة)

'

تعديل مصدري - تعديل

ثوبة هي إحدى قرى عزلة حريضة بمديرية حريضة التابعة لمحافظة حضرموت، بلغ تعداد سكانها 29 نسمة حسب تعداد اليمن لعام 2004.